# Bruchophagus cylindricus
Bruchophagus cylindricus is een vliesvleugelig insect uit de familie Eurytomidae. De wetenschappelijke naam is voor het eerst geldig gepubliceerd in 1876 door Carl Gustaf Thomson.